# Secretaria General Tècnica del Ministeri de l'Interior
La Secretaria General Tècnica del Ministeri de l'Interior és un òrgan d'aquest ministeri que depèn orgànicament de la Subsecretaria d'Interior.

## Funcions
Les funcions de la Secretaria General Tècnica es regulen en l'article 8 del Reial decret 770/2017:
- L'informe preceptiu i la tramitació de disposicions generals en les matèries pròpies del Departament i la gestió per a la seva publicació.
- L'elaboració dels projectes normatius del Departament, quan així se li encomani expressament, i l'assessorament als alts càrrecs respecte de l'aplicació normativa.
- L'elaboració d'estudis i informes i la preparació de la documentació sobre quants assumptes siguin sotmesos a la deliberació del Consell de Ministres, de les Comissions Delegades del Govern i de la Comissió General de Secretaris d'Estat i Subsecretaris.
- La coordinació de les propostes del Departament per al Pla Anual Normatiu de l'Administració General de l'Estat, així com la coordinació de l'informe anual d'avaluació normativa i de compliment de les propostes incloses en aquest Pla.
- La coordinació de les relacions del Departament amb el Defensor del Poble.
- El seguiment dels actes i disposicions de les Comunitats Autònomes, les relacions de cooperació amb aquestes, i la coordinació de les relacions dels diferents òrgans directius del Departament amb les Administracions autonòmiques i del procés de transferències d'aquests òrgans directius, en les matèries pròpies de la competència d'aquest Ministeri.
- La tramitació dels convenis de col·laboració que hagin de subscriure's en l'àmbit del Ministeri de l'Interior.
- La coordinació i el seguiment de la transposició de les directives comunitàries i altres instruments jurídics de la Unió Europea a l'ordenament jurídic intern que siguin responsabilitat del Ministeri de l'Interior; l'elaboració de les respostes dels procediments d'infracció oberts contra Espanya en la seva fase precontenciosa, i l'informe dels convenis internacionals en les matèries pròpies de la competència d'aquest Departament.
- La tramitació i proposta de resolució dels recursos administratius i dels procediments de revisió d'ofici dels actes administratius.
- La tramitació i proposta de resolució de reclamacions de responsabilitat patrimonial de l'Administració.
- La substanciació i proposta de resolució dels conflictes d'atribucions entre òrgans del Departament.
- La gestió del Registre Nacional d'Associacions, la inscripció de les associacions d'àmbit estatal, així com la instrucció dels expedients i la formulació de les propostes necessàries per a la declaració d'utilitat pública d'associacions.
- La coordinació i realització de les estadístiques del Departament, sense perjudici de les competències dels diferents òrgans superiors i directius, així com del Institut Nacional d'Estadística.
- La proposta de programa editorial del Departament, així com l'edició i distribució de les seves publicacions.
- L'organització i direcció de les biblioteques i centres de documentació del Departament.
- L'adreça i coordinació del Sistema d'Arxius del Ministeri de l'Interior, constituït per l'Arxiu General, les Seccions dependents d'ell i els altres arxius de gestió, així com de la política de gestió de documents electrònics i l'arxiu electrònic únic del Departament.
- Les funcions que la Llei 19/2013, de 9 de desembre, de transparència, accés a la informació pública i bon govern, i les seves disposicions de desenvolupament atribueixen a les unitats d'informació, en l'àmbit del Ministeri de l'Interior.
- La direcció i coordinació de les oficines d'informació i atenció al ciutadà del Ministeri i el suport documental i tècnic a les mateixes, així com l'actualització de la base de dades d'informació administrativa del Departament.
- L'adreça de la Unitat Central de Queixes i Suggeriments del Departament i la coordinació de les seves unitats sectorials de queixes i suggeriments.
- L'exercici de les funcions pròpies en matèria d'igualtat a les quals es refereix l'article 77 de la Llei Orgànica 3/2007, de 22 de març, per a la igualtat efectiva de dones i homes.

## Estructura
La Secretaria General Tècnica està integrada per les següents unitats amb nivell orgànic de subdirecció general:
- La Subsecretaria General Tècnica.
- La Subdirecció General de Recursos.
- La Subdirecció General d'Associacions, Arxius i Documentació.

## Llista de Secretaris generals tècnics
- Juan Antonio Puigsever Martínez (2012-)
- María Ángeles González García (2006-2012)
- María Victoria San José Villacé (2004-2006)
- Félix Fernando Manzanedo González (2002-2004)
- Eugenio López Álvarez (2001-2002)
- Fernando Benzo Sainz (2000-2001)
- Rafael Ramos Gil (1996-2000)
- Miguel Angel Montañés Pardo (1993-1996)
- Víctor Moreno Catena (1988-1993)
- David León Blanco (1987-1988)
- María del Carmen Briones González (1982-1987)
- Luis Antonio Villamayor Alonso (1980-1982)
- Enrique Santín Díaz (1979-1980)
- Juan Alfonso Santamaría Pastor (1977-1979)